# Immendingen
Immendingen è un comune tedesco di 6 606 abitanti, situato nel land del Baden-Württemberg.